# Govern de les Illes Balears 1983-1987
El Govern de les Illes Balears (aleshores Govern Balear) de la primera legislatura (1983-1987) fou un govern format per la coalició entre Aliança Popular, el Partit Demòcrata Popular i la Unió Liberal que guanyà les eleccions al Parlament de les Illes Balears de 1983, tot i que no assolí la majoria absoluta de la cambra —28 dels 54 membres de la cambra— i hagué de cercar un acord amb Unió Mallorquina per donar-li estabilitat parlamentària, per la qual cosa li cedí la presidència del parlament i del Consell Insular de Mallorca.
Estigué en funcions quatre anys d'ençà dia 10 de juny de 1983.

## Composició
| President: Gabriel Cañellas i Fons (AP-PDP-UL) |

| Departament                               | Titulars                              | Titulars                              |
| ----------------------------------------- | ------------------------------------- | ------------------------------------- |
| Departament                               | 10 de juny de 1983                    | 13 de novembre de 1985                |
| Vicepresident                             | Joan Huguet i Rotger (AP-PDP-UL)      | Joan Huguet i Rotger (AP-PDP-UL)      |
| Economia i Hisenda                        | Cristòfol Soler i Cladera (AP-PDP-UL) | Cristòfol Soler i Cladera (AP-PDP-UL) |
| Turisme                                   | Jaume Cladera Cladera (AP-PDP-UL)     | Jaume Cladera Cladera (AP-PDP-UL)     |
| Educació i Cultura                        | Francesc Gilet Girart (AP-PDP-UL)     | Francesc Gilet Girart (AP-PDP-UL)     |
| Treball i Transports                      | Francesc Font Quetglas (AP-PDP-UL)    | Francesc Font Quetglas (AP-PDP-UL)    |
| Sanitat i Seguretat social                | Gabriel Oliver Capó (AP-PDP-UL)       | Gabriel Oliver Capó (AP-PDP-UL)       |
| Interior                                  | Jaume Llompart Salvà (AP-PDP-UL)      | Jaume Llompart Salvà (AP-PDP-UL)      |
| Agricultura i Pesca                       | Joan Simarro Marquès (AP-PDP-UL)      | Joan Simarro Marquès (AP-PDP-UL)      |
| Obres Públiques i Ordenació del Territori | Jeroni Saiz Gomila (AP-PDP-UL)        | Jeroni Saiz Gomila (AP-PDP-UL)        |
| Comerç i Indústria                        | Gaspar Oliver Mut (AP-PDP-UL)         | Gaspar Oliver Mut (AP-PDP-UL)         |

També foren consellers, però sense cartera, Antoni Marí Calbet, Enric Fajarnés Ribas i Josep Al·lès Serra.

## Estructura orgànica
L'estructura orgànica d'aquest primer govern autonòmic fou la següent:
Conselleria d'Economia i Hisenda
- Director General d'Economia i Hisenda: Bartolomé Ramis Fiol
  - Reestructurat en Director General d'Economia: Bartolomé Cantallops Pons (fins 19 desembre 1985)[5] / Joaquín Campuzano Casasayas[6]
  - Reestructurat en Director General d'Hisenda i Pressuposts: Bartolomé Ramis Fiol (fins 19 desembre 1985)[7][5]
    - Reestructurat en Director General d'Hisenda: Bartolomé Cantallops Pons[5] / José Antonio Pujades Porquer (des del 6 de març de 1986)[8]
    - Reestructurat en Director General de Pressuposts: Antonio Valdivieso Amengual[5]
- Secretari General Tècnic: Bartolomé Reus Beltran

Conselleria d'Educació i Cultura
- Director General de Cultura: Pedro Montaner Alonso / Guillermo Soler Niell (des del 6 de febrer de 1986)[9]
- Director General d'Esports: Manuel Nadal de Uhler (fins al 19 de desembre de 1985)[5] / Damian Bascuñana Fanals
- Secretari General Tècnic: Eduardo Vellibre Roca
- Director General de Joventut: Sebastián Roig Montserrat (des del 19 de desembre de 1985)[5]

Conselleria d'Agricultura i Pesca
- Director General d'Agricultura i Pesca: Manuel Rotger Salas / Juan Antonio Fuster Rosselló (des de 23 de maig de 1985)[10]
- Secretari General Tècnic: Domingo Ferrari Mesquida

Conselleria Sanitat i Seguretat Social
- Director General de Consum: Andrés Mesquida Galmés (fins l'1 de maig de 1987)[11]
- Director General de Sanitat: Mateo Sanguino Vidal
- Secretari General Tècnic: Antonio Martínez Sánchez / Antonio Barceló Brusotto (des de 16 d'octubre de 1985)[12]

Conselleria de Treball i Transports
- Director General de Transports: Miguel Llull Vallespir / Gabriel Martínez Martin (des del 23 de maig de 1985)[10]
- Secretària General Tècnica: Rosa Arregui Alava / Joaquin Legaza Cotayna (des de 31 d'octubre de 1985)

Conselleria de Comerç i Indústria
- Director General d'Indústria: Antonio Ribas Estelrich (fins al 4 d'abril del 1986)[13] / Luis Manuel Morano Ventayol (des del 10 de juliol de 1986)[14]
- Secretari General Tècnic: Bernardo Salvá Alloza

Conselleria d'Interior
- Director General d'Interior: José Francisco Vidal Salva
- Secretari General Tècnic: Rafael de Lacy Fortuny (fins 20 de desembre de 1984)[15] / Luis Grau Montaner (des de 7 de febrer de 1985)[16]
- Director General de Personal: Pablo Mir Capellà (des de 5 juliol de 1984 fins al 31 d'octubre de 1985)[17] / Rosa Arregui Alava[18]

Conselleria d'Obres Públiques i Ordenació del Territori
- Director de Política Territorial i Urbanisme: Agustín Bru Zaragoza (fins al 23 de maig de 1985)[10]
- Director General de Medi Ambient: Juan Grau Ballester (des del 22 de desembre).[19]
- Director General d'Obres Públiques: Gabriel Le-Senne Blanes (des de 31 de gener de 1985)[16]
- Director General d'Urbanisme i Habitatge: Gabriel Ramis de Ayreflor y López-Pinto (des del 23 de maig de 1985)[10]

Conselleria de Turisme
- Director General de Turisme: Antoni Munar Cardell (fins al 31 de desembre de 1985)[20]

Presidència
- Secretari de Planificació i Coordinació de la Presidència: Antoni Alemany Dezcallar (fins al 27 de setembre de 1984)[21]
- Director General de la Presidència: Fernando Lozano Hernando (des de 18 de desembre de 1984)[22]

## Polítiques duites a terme
Pel fet de ser el primer Govern Balear, com a tal, hagué de treballar per sol·licitar una sèrie de competències que encara no tenia assumides com per exemple en temes de comerç. Igualment, cal recordar que abans existia el Consell General Interinsular, per tal als primers BOIBs es publicaren alguns cessaments de càrrecs de tal consell, que curiosament, molts d'ells, es convertiren en directors generals o secretaris generals tècnics.

### Traspàs de competències
La Disposició Transitòria Quarta, punts I i 2, de l'Estatut d'Autonomia de les Illes Balears estableix que "una vegada constituït el primer Govern, dins un termini màxim de trenta dies, es nomenarà un Comissió Mixta per als traspassos de competències i serveis. La Comissió Mixta serà formada paritariament per Vocals designats pel Govern de la Nació i pel de la Comunitat Autònoma. Aquesta Comissió Mixta establirà les pròpies normes de funcionament".
Es designaren les següents persones:
- Vicepresident: Cristòfol Soler Cladera, Conseller d'Economia i Hisenda
- Vocals:
  - Jeroni Saiz Gomila, Conseller d'Obres Públiques i Ordenació del Territori.
  - Francisco Font Quetglas, Conseller de Treball i Transports
  - Juan Simarro Marqués, Conseller d'Agricultura i Pesca
  - Jaume Cladera Cladera, Conseller de Turisme
  - José Allés Serra, Conseller sense cartera
  - Antonio Marí Calvet, Conseller sense cartera
  - José Cañellas Fons, Diputat al Congrés
  - Vicente Matas Morro, Secretari Tècnic de la Presidència del Govern
  - Isidoro Marcos Sanz, Tresorer General.

Incorporats 29 abril 1985:
- Vocals:
  - Sebastià Serra Busquets, Diputat al Parlament de les Illes Balears.
  - José Alfonso Villanueva, Diputat al Parlament de les Illes Balears.
  - José M. Lafuente López, Senador per la Comunitat Autònoma de les Illes Balears.
  - Secretari: Sr. Bartolomé Ramis Fiol. Director General d'Hisenda i Pressupost

### Lleis
La primera llei que dugué a terme aquest govern fou la referent al pressupost de 1983, tot i estar acabant l'any. Concretament la llei es datà el 25 d'octubre del mateix 1983. Anteriorment s'havien fet diverses modificacions de crèdits damunt el pressupost prorrogat de 1982 aprovat pel CGI. De fet, totes aquestes modificacions i tot el previst, s'inclogué en aquest pressupost que ascendia a 5.539.270.594 pessetes. Dins aquest pressupost hi figurava les retribucions dels alts càrrecs amb efectes d'1 de juliol de 1083. El President del Govern cobraria la part proporcional -la meitat donat que a 1 de juliol correspondria a la meitat de l'any- de 4 milions 300 mil euros. El vicepresident i els consellers amb cartera 3 milions i mig anuals. Els consellers sense cartera 1.195.740 pts i els Directors Generals i Secretaris Generals Tècnics 3 milions de pessetes.
Una altra llei important fou la d'ordenació i protecció de les Àrea natural d'especial interès (ANEI). A partir d'aquí, la resta de legislatura s'aprovaren en rang de llei diverses zones com a ANEI, començant per Es Trenc-Salobrar de Campos.
En matèria turística es creà la llei sobre allotjaments extrahotelers (albergs, campaments, bungalows, vil·les, xalets, apartaments o establiments similars) per tal que poguessin accedir a conformar l'oferta turística a les Balears.

### Decrets
Un dels primers decrets fou el de la Creació d'un Registre d'Institucions i Associacions assistencials que es dediquin a l'atenció de la tercera edat, marginats, minusvàlids, infància i joventut, drogoaddictes i alcohòlics. També el de delegar en el Conseller d'Obres Públiques i Ordenació del Territori la competència d'aprovar els expedients dels projectes en sòl no urbanitzable de Palma i delegar també la facultat d'impugnar per la via contenciosa els actes i els acords de les Corporacions Locals en matèria d'urbanisme.
Per altra banda es crea un reglament per la concessió de Premis Anuals a l'Esport Balear. Es reformularen posteriorment al 2017.
En turisme, es fixen mesures d'ordenació establiments hotelers i allotjaments turístics. El decret fixa una sèrie de paràmetres de compliment obligat en les construccions de nova planta, relatius a l'existència d'espais verds i de nous recursos turístics d'equipament esportiu i d'esplai, que puguin oferir als nostres visitants alternatives millors de lleure i d'esbarjo.

### Acords
Es dediquen un milió de pessetes per a la producció editorial en català pel que quedava del 1983.
S'aprovà el Reglament de la Denominació d'Origen formatge "Mahón" i del Consell Regulador d'aquesta.

## Pressupostos
En el moments respectius d'aprovació dels pressupostos de la comunitat autònoma, sense tenir en compte les següents modificacions o ampliacions de crèdit, les quantitats totals pressupostades foren les següents:
- 1983: 5.539.270.594 pts
- 1984: 7.334.782.202 pts[31]
- 1985: 11.056.599.296 pts[32]
- 1986: 12.054.704.683 pts[33]
- 1987: 15.670.896.098 pts[34]